# جيليان كيغان
جيليان كيغان (بالإنجليزية: Gillian Keegan)‏ (ولدت في 13 مارس 1968) هي سياسية وسيدة أعمال بريطانية. تشغل حاليا منصب وزير التعليم. شغلت في السابق منصب وكيل وزير إفريقيا في عام 2022 ووزيرة الدولة للرعاية والصحة العقلية بين عامي 2021 و 2022. كما أنها عضو في حزب المحافظين وعضوًا في البرلمان عن مدينة تشيتشيستر منذ عام 2017. عينت وزيرة للتعليم من قبل رئيس الوزراء ريشي سوناك في 25 أكتوبر 2022.